# 204
| 204                |
| ------------------ |
| Dødsfald - Fødsler |
|                    |

| Gregoriansk kalender | 204 CCIV                |
| Ab urbe condita      | 957                     |
| Armensk kalender     | I/T                     |
| Kinesiske kalender   | 2900 – 2901 癸未 – 甲申 |
| Etiopisk kalender    | 196 – 197               |
| Jødisk kalender      | 3964 – 3965             |
| Hindukalendere       |                         |
| - Vikram Samvat      | 259 – 260               |
| - Shaka Samvat       | 126 – 127               |
| - Kali Yuga          | 3305 – 3306             |
| Iransk kalender      | 418 BP – 417 BP         |
| Islamisk kalender    | 431 BH – 430 BH         |

Se også 204 (tal)

## Født
- Plotin, græsk filosof, der regnes som grundlæggeren af nyplatonismen.